# Андреа Гварнері
Андреа Гварнері (італ. Andrea Guarneri) (1626, Кремона – 7 грудня 1698, Кремона) — італійський скрипник, засновник династії скрипкових майстрів Гварнері.
Працював в Кремоні з 1641 по 1698 роки. 

## Біографія
Андреа народився в сім'ї різьбяра по дереву. Сім'я жила поблизу будинку Ніколо Аматі, в якого Андреа був учнем з 1641 по 1646 рік, можливо, разом з Антоніо Страдіварі. Знову повернувся до Аматі в 1650 році. 
В 1652 році  Андреа одружився з Анною Марією  Орчеллі (італ. Anna Maria Orcelli)  і в 1654 році покинув будинок Аматі і його майстерню.
Будинок батька його жінки поступово перетворився в «Дім Гварнері», де Андреа організував власну майстерню. На інструментах, створених ним в ці роки спочатку був напис «колишній учень Ніколо Аматі», проте незабаром його власне ім'я стало не менш знамените, ніж ім'я учителя. Сини 
Андреа Гварнері продовжили справу батька.

## Інструменти
Майстерня Гварнері випускала в основному менш дорогі інструменти, при цьому її майстри, без сумніву, могли створити  інструменти найвищого рівня. До наших днів дійшло всього 250 інструментів під маркою Гварнері, з них чотири альти і чотирнадцять  віолончелей.
Ранні скрипки Гварнері практично повністю повторювали інструменти Ніколо Аматі. Найімовірніше, певний час він продовжував використовувати ті ж лекала, за якими працював в Аматі. Але поступово в його інструментах стали з'являтись самобутні риси. 
Ефи інструментів Андреа Гварнері не дуже правильних обрисів, розташовані пряміше, звід дек більш плоский, боки нижчі. Розмір скрипок середній, віолончелі часто дуже великі (їх деки нерідко складаються з 4 кусків). Робота досить груба, але артистична, модель асиметрична, лак нагадує лак Аматі, але нанесений товстим шаром і має червонуватий відтінок. 
При виготовленні багатьох інструментів використовував білу тополю для виготовлення нижньої деки, де переважно використовувався клен.
Скрипки Гварнері мають м'який, ніжний тембр, звук інструментів ніжний, не дуже сильний.